# 峨边站
峨边站（站牌彝文写作ꍩꍠ/chot zhyr）位于中华人民共和国四川省乐山市峨边彝族自治县沙坪鎮，是成昆铁路上的火车站，建于1966年，由成都铁路局管辖。车站办理货运整车及专用线货物发到，主要到发品为钢铁、磷矿、非金矿、金属矿石、焦炭；货场面积6528平方米，设有通往峨边西南水泥、明达集团实业和林河硅业的专用线。
- 峨边站站台
- 车站股道
- 车站货场
- T6FK型砝码检衡车于峨边站